# Anna Paulina Luna
Pour les articles homonymes, voir Luna.
Anna Paulina Luna, née Mayerhofer le 6 mai 1989 à Santa Ana (Californie), est une militaire et femme politique américaine, élue du 13e district congressionnel de Floride à la Chambre des représentants des États-Unis depuis 2023. Membre du Parti républicain, elle est la première femme d'origine mexicaine élue au Congrès pour la Floride.

## Famille et jeunesse
Anna Paulina Mayerhofer est née en 1989 de George Mayerhofer, architecte, et de Monica Todd, enseignante dans une école primaire et mère au foyer, à Santa Ana, en Californie,,. Sa mère Monica Todd est d'origine mexicaine-américaine et son père George Meyerhofer est d'origine mexicaine et allemande. Son grand-père paternel est né en Allemagne et, selon sa famille, a été enrôlé dans la Wehrmacht [réf. nécessaire]pendant la Seconde Guerre mondiale. Sa grand-mère est décédée du VIH/Sida contractée à cause de l'héroïne. Ses arrière-grands-parents maternels ont également servi dans les forces armées américaines pendant la même guerre. Son arrière-grand-père maternel est un immigrant américain au Mexique.
Les parents de Luna ne se sont jamais mariés car son père était toxicomane. Sa mère épouse un autre homme quand Luna a environ huit ans. Elle grandit dans les villes californiennes de Santa Ana, Irvine, Aliso Viejo et Los Angeles, et considère Santa Monica comme sa ville natale. Elle fréquente le lycée de Los Angeles,.
Luna a également déclaré pendant sa campagne et dans une interview avec Jewish Insider, que bien qu'elle s'identifie comme chrétienne, elle a été « élevée en tant que Juive messianique par son père ». Les Juifs messianiques s'identifient comme juifs et disent qu'ils croient que Jésus est le Messie. « Je suis aussi une petite fraction ashkénaze », a-t-elle ajouté, se référant aux Juifs dont les ancêtres vivaient en Europe centrale ou orientale.

## Début de carrière et éducation
Luna sert comme spécialiste de la gestion des aérodromes dans l'US Air Force de 2009 à 2014, d'abord à la base aérienne de Whiteman dans le Missouri, puis à Hurlburt Field en Floride. Pendant son enrôlement, elle apparaît en 2013 dans l'émission PM Hot Clicks de Sports Illustrated du vendredi et travaille brièvement comme serveuse de cocktails au Red Rose Gentlemen's Club, un club de strip-tease à Fort Walton Beach, en Floride. Elle apparaît ensuite en tant qu'une « Hottie de la ville natale » pour Fort Walton Beach dans Maxim en 2014,,,. Elle gagne alors en popularité en tant qu'influenceuse Instagram,.
En 2017, elle obtient un bachelor ès sciences en biologie de l'université de Floride occidentale.
Luna devient la directrice de l'engagement hispanique pour Turning Point USA en 2018. Dans un segment de Fox News de novembre 2018, elle compare Hillary Clinton à l'herpès, ce qui a conduit le réseau à écourter le segment et à accueillir Rick Leventhal et le présentateur Arthel Neville pour s'excuser auprès des téléspectateurs. En 2020, elle est présentée dans la série de style documentaire de PragerU intitulée Americanos. Plus tard cette année-là, elle apparaît à un événement We Build the Wall en tant que vice-présidente de Bienvenido, une organisation dédiée à la sensibilisation hispanique conservatrice.

## Chambre des représentants des États-Unis

### Élections

#### 2020
Luna décide de se présenter au Congrès en 2018. Elle participe à la primaire républicaine du 13e district du Congrès de Floride en septembre 2019 et est soutenue par Matt Gaetz dès novembre. Elle est également soutenue par Charlie Kirk, Elise Stefanik, Students for Trump et l'ancien maire de St. Petersburg, en Floride, Bill Foster,. En juillet 2020, elle et son mari achètent une maison à St. Petersburg, près de la base aérienne MacDill, où son mari est stationné. Luna remporte la primaire républicaine, mais perd contre le représentant sortant Charlie Crist aux élections générales,.

#### 2022
Luna est élue représentante des États-Unis pour la 13e circonscription du Congrès de Floride lors des élections de 2022, battant le candidat démocrate Eric Lynn, ancien conseiller principal de Barack Obama. Avant la primaire républicaine, une autre candidate républicaine menace en privé de la faire assassiner par un commando. En juin 2021, Luna obtient une injonction temporaire contre son principal adversaire, William Braddock, après qu'un ami de Braddock a menacé de la faire « disparaître » et affirmé qu'il avait « également accès à une équipe de tueurs, ukrainiens et russes ». Braddock abandonne la course à l'élection après que le juge a accordé l'injonction temporaire.
Donald Trump soutient Luna et Marjorie Taylor Greene fait campagne pour elle en Floride. Elle est la première femme mexicaine-américaine élue au Congrès pour la Floride.

### Mandat
Lors de l'élection du Président de la Chambre en 2023, Luna vote contre Kevin McCarthy lors des 11 premiers tours de scrutin, nommant à la place le représentant Jim Jordan et plus tard le représentant Byron Donalds.
En mai 2023, Luna coparraine des résolutions de Marjorie Taylor Greene pour destituer le procureur général Merrick Garland, le directeur du FBI Christopher Wray, le secrétaire à la Sécurité intérieure Alejandro Mayorkas et le procureur américain pour Washington Matthew M. Graves.
Le même mois, elle parraine une résolution visant à retirer Adam Schiff du Congrès et à lui infliger une amende de 16 millions de dollars.

### Adhésions au caucus
- Freedom Caucus

### Missions des comités
Pour le 118e Congrès :
- Comité des ressources naturelles
  - Sous-comité de surveillance et d'enquêtes
  - Sous-comité de l'eau, de la faune et des pêches
- Comité de surveillance et de responsabilité
  - Sous-comité sur la cybersécurité, les technologies de l'information et l'innovation gouvernementale
  - Sous-comité sur la croissance économique, la politique énergétique et les affaires réglementaires
  - Sous-commission des soins de santé et des services financiers

## Positions politiques

### Élection présidentielle 2020
En juin 2022, Luna déclare à propos de l'élection présidentielle américaine de 2020 : « Je crois que le président Trump a remporté cette élection et je crois qu'une fraude électorale a eu lieu ». Le mois précédent, elle assiste au tapis rouge et à la projection de 2000 Mules, un film qui prétend montrer des preuves d'une fraude électorale généralisée lors des élections de 2020.

### Avortement
Luna se dit favorable à l'interdiction de l'avortement et se qualifie d'« extrémiste pro-vie »,. Elle déclare que sa position anti-avortement vient du fait qu'elle a disséqué un œuf de poule à l'université et qu'elle a vu le poussin réagir à une lame de scalpel : « Dieu utilisait cette opportunité pour vraiment me réveiller ».

### Économie
Dans une interview d'août 2022, elle déclare soutenir une interdiction des exportations de pétrole américain afin d'augmenter l'offre nationale, déclarant : « Les États-Unis possèdent littéralement l'une des plus grandes réserves de pétrole le plus propre au monde. Il n’y a aucune raison pour que nous ayons besoin d’aller dans des pays comme l’Arabie Saoudite ou même le Venezuela pour obtenir ces sources de pétrole ». Elle ajoute : « Si cela signifie ne pas vendre à d'autres pays pour qu'ici aux États-Unis, nous puissions littéralement baisser les prix du gaz, c'est avec cela que je suis d'accord ».
Luna déclare que le tourisme est l'une de ses plus grandes priorités en raison de son importance dans son district.
Luna fait partie des 71 républicains qui votent contre l’adoption définitive de la loi sur la responsabilité fiscale de 2023 à la Chambre.

### Éducation
Le site Internet de Luna déclare qu'elle s'oppose à « la théorie radicale de gauche sur le genre imposée à nos enfants »,.

### Contrôle des armes
Luna apparaît sur la couverture de février/mars 2020 du magazine Ballistic, qui la surnomme « DC's Next 2A Warrior ». En février 2023, elle est l'un des nombreux membres du Congrès vus portant des épinglettes de fusil AR-15.

### Twitter
En septembre 2020, Luna menace de poursuivre Twitter parce que la société refuse de vérifier son compte, alléguant des « préjugés politiques » et le qualifiant d'« ingérence électorale », et en octobre 2020, la campagne de Luna déclare avoir déposé une plainte auprès de la FEC pour le refus de Twitter de vérifier le compte de Luna. La plainte de la FEC indique que Twitter a violé la règle du temps égal en vérifiant Charlie Crist mais pas Luna et demande à la FEC de forcer Twitter à vérifier le compte de Luna.
Lors d'une audience combative du comité de surveillance de la Chambre des représentants le 8 février 2023, elle allègue que Twitter, le gouvernement fédéral, des « organisations à but non lucratif de gauche » et potentiellement le Comité national démocrate ont agi conjointement pour censurer les Américains en novembre 2020 via la plateforme de gestion de projet Jira en violant le premier amendement .

### Politique étrangère
En 2023, Luna fait partie des 47 républicains à voter en faveur de H.Con. Rés. 21, qui ordonne au président Joe Biden de retirer les troupes américaines de Syrie dans un délai de 180 jours. La même année, Luna fait partie des 52 républicains qui votent en faveur de H.Con. Rés. 30, pour retirer les troupes américaines de Somalie,
Luna est comarraine de la Résolution sur la fatigue en Ukraine (H.Res.113), parrainée par le représentant de Floride Matt Gaetz. Le projet de loi suspendrait toute l'aide étrangère américaine à l’Ukraine pour la guerre en Ukraine et exigerait que tous les combattants de ce conflit parviennent immédiatement à un accord de paix.
En 2023, elle fait partie des 98 républicains à voter pour l’interdiction des armes à sous-munitions en Ukraine,. La même année, Luna vote un moratoire sur l'aide à l'Ukraine,.

## Revendications biographiques contestées

### Origine religieuse et ethnique
Luna a affirmé qu'elle a été élevée comme juive messianique, un mouvement chrétien protestant pour le peuple juif, par son père et qu'elle est « une petite fraction ashkénaze »,. Mais des membres de sa famille élargie déclarent que son père est catholique et qu'« ils ne savaient pas qu'il pratiquait une quelconque forme de judaïsme pendant l'enfance de Luna ». Sa mère déclare que le père de Luna est un « chrétien qui a embrassé la foi messianique » après s'être débarrassé de sa toxicomanie. Son grand-père, Heinrich Mayerhofer, s'est identifié comme catholique lorsqu'il a immigré au Canada en 1954.

### Héritage mexicain
En 2020, Luna affirme dans un documentaire de PragerU que « tout le côté maternel de la famille et le côté paternel des deux côtés sont originaires du Mexique ». Son grand-père paternel était cependant allemand.

### Enfance difficile
Luna raconte qu'elle « a grandi dans avec l'aide sociale » et qu'elle a été élevée par sa mère grâce à l'aide du gouvernement, sans « aucune famille sur laquelle compter ». Son père était toxicomane et elle déclare qu'à l'âge de 10 ans, elle a trouvé son sac de méthamphétamine et qu'elle a été élevée dans une « mentalité de foyer brisé »,. Elle déclare aussi que sa grand-mère est morte du sida à cause de sa consommation d'héroïne,.
Le cousin de Luna raconte : « C'est toute la famille qui l'a élevée : mon père faisait partie de sa vie quand elle était plus jeune et nous l'avons tous dorlotée… Elle faisait toujours partie de tout, de toutes ces réunions et activités familiales ». Sa tante ajoute : « Elle avait tout. Ce dont elle avait besoin et plus encore. . . Et non seulement [la mère de Luna] a subvenu à ses besoins, mais [le grand-père de Luna] l'a fait aussi ».
Luna conteste ces récits, affirmant qu'elle « a à peine passé du temps avec eux de toute sa vie ». La mère de Luna déclare qu'elle a du compter sur l'aide sociale pendant un certain temps, en particulier pendant ses études universitaires à l'Université de Californie à Irvine, puis à la faculté de droit de l'UCLA, et qu'elle était la seule source de soutien financier significatif pour la famille.
Les membres de l'Air Force qui ont servi avec Luna dans le Missouri déclarent qu'elle portait des vêtements de marque et qu'elle avait mentionné avoir des nounous lorsqu'elle était enfant. La mère de Luna rétorque qu'elle possédait un manteau de marque qu'elle avait acheté dans une friperie et qu'elle était connue pour le porter fréquemment, et que l'idée qu'elle ait eu des nounous est « absurde ».

### Incarcération de son père
La biographie du site Web de la campagne de Luna indique que tout au long de son enfance et de son adolescence, son père « a passé du temps derrière les barreaux » et qu'elle communiquait avec lui « par le biais de lettres en prison et d'appels payants ». La mère et la tante de Luna déclarent qu'il a purgé plusieurs courtes peines de prison pour ne pas avoir payé la pension alimentaire de ses enfants. La mère de Luna ajoute qu'il a passé au moins un an en prison pour une accusation liée à la drogue.
Une affaire classée pour délit de possession de drogue indique que le père de Luna était en détention au moment de deux comparutions devant le tribunal, mais les informations sur l'affaire ne précisent pas la durée de sa détention, et la procédure judiciaire n'a duré qu'environ trois mois.

### Effraction à domicile
En 2019, Luna raconte avoir subi un « traumatisme persistant » après avoir subi une « invasion de domicile » par son propriétaire à 4 heures du matin alors qu'elle était stationnée à la base aérienne de Whiteman : « Si mon ami Jeremy n'avait pas été là pour me protéger, j'en suis presque sûr. Je ne serais pas ici devant vous en ce moment. »
La colocataire de Luna déclare ne pas se souvenir d'un tel incident. Au lieu de cela, la colocataire se souvient d'une effraction pendant la journée alors que Luna n'était pas à la maison. Un rapport du département de police de Warrensburg décrit l'incident de juillet 2010 comme un « cambriolage pas en cours ». Le rapport indique que Luna et sa colocataire ont signalé à leur propriétaire que la porte arrière de la maison avait été laissée ouverte à plusieurs reprises. Le propriétaire a donc installé de nouvelles serrures, pênes dormants et loquets, mais le problème a persisté. Les dossiers de police indiquent qu'aucun suspect n'a été arrêté ou inculpé dans cette affaire,.

### Conflit avec son oncle
Au cours de sa première campagne au Congrès, en 2020, Luna demande une injonction d'éloignement contre son oncle, Edward Mayerhofer, après avoir remis en question sa biographie sur les réseaux sociaux.

## Vie privée
Luna est mariée à Andrew Gamberzky, un contrôleur de combat de l'US Air Force. Après le mariage, elle change son nom de famille pour Gamberzky. En 2019, elle reprend le nom de jeune fille de sa grand-mère, Luna, pour représenter son héritage hispanique. Elle le fait après que sa mère a changé son nom pour Luna après son divorce. Luna s'identifie comme hispanique en 2019.
Luna annonce qu'elle attend son premier enfant pour août 2023.

## Livres
- (en) Marrying the Beret: The Untold Stories of US Special Operations, Post Hill Press, 2018 (ISBN 978-0578432755).
- (en) Bringing them Home: The Untold Cost of Putting Missions First, Post Hill Press, 2021 (ISBN 978-1637580189).